# Padú del Caribe
Padú del Caribe (littéralement « Père des Caribéens »), surnom de Juan Chabaya Lampe, né le 26 avril 1920 à Aruba et mort le 28 novembre 2019 à Oranjestad, est un musicien arubéen qui a notamment composé Aruba Dushi Tera, l'hymne national d'Aruba.

## Biographie
Padú del Caribe a écrit Aruba Dushi Tera, une valse qui est maintenant l'hymne national d'Aruba et qui a longtemps été un cri de ralliement en faveur de la séparation des Antilles néerlandaises, acquise en 1986.
Juan Chabaya Lampe est décédé le 28 novembre 2019 chez lui à Oranjestad (Aruba) à l'âge de 99 ans.